# گوری‌پور
گوری‌پور (به لاتین: Gouripur) یک منطقهٔ مسکونی در بنگلادش است که در گوریپور واقع شده‌است. گوری‌پور ۳ متر بالاتر از سطح دریا واقع شده‌است.